# 1912 az irodalomban
Az 1912. év az irodalomban.

## Események
- Oroszországban közzéteszik a Pofonütjük a közízlést (Пощёчина общественному вкусу) című futurista kiáltványt, szerzői David Burljuk, Velemir Hlebnyikov és Vlagyimir Majakovszkij. Ezzel párhuzamosan egy azonos című gyűjteményes kötetük is megjelenik.
- Az amerikai lírában új korszak kezdődik: Chicagóban Harriet Monroe megalapítja a Poetry című magazint. Ebben a „magas színvonalú folyóiratban láttak napvilágot az évtizedek folyamán Amerika költőinek legjava alkotásai.”[1]

## Megjelent új művek

### Próza
- Willa Cather amerikai író első regénye: Alexander's Bridge (Alexander hídja)
- Arthur Conan Doyle: Az elveszett világ (The Lost World), sci-fi regény
- Theodore Dreiser regénye: The Financier (magyarul: A pénz királya)
- Anatole France történelmi regénye: Les Dieux ont soif (Az istenek szomjaznak)
- Franz Kafka novelláinak kötete: Betrachtung (Szemlélődés); 1912 végén, de már 1913-as évszámmal jelent meg
- Gaston Leroux regénye: L'Épouse du Soleil (A Nap felesége)
- Jack London: A Son of the Sun (A Nap fia)
- Thomas Mann: Halál Velencében (Der Tod in Venedig)
- Fjodor Szologub orosz író háromrészes regénye, a Tvorimaja legenda (A megteremtett legenda, 1908–1912) befejező kötete[2]
- Lev Tolsztoj: Hadzsi-Murat (Хаджи-Мурат); az 1890-es évek végén keletkezett kisregényt az író halála után adták ki
- Stefan Żeromski regénye: Wierna rzeka (A hű folyó)
- Arnold Zweig első nagy írói sikere: Novellen um Claudia (Claudia-novellák), regény

### Költészet
- Anna Ahmatova orosz (szovjet) költőnő első verseskötete: Este (Вечер)
- Blaise Cendrars nagy formátumú költeménye (poémája): Húsvét New Yorkban (Les Pâques à New York)
- Ezra Pound verseskötete: Ripostes (Riposztok)

### Dráma
Paul Claudel: Angyali üdvözlet (L’Annonce faite à Marie), bemutató

### Magyar irodalom
- Ady Endre verseskötetei:
  - A menekülő Élet
  - Margita élni akar
- Kaffka Margit regénye: Színek és évek
- Karinthy Frigyes híres stílusparódiája: Így írtok ti
- Móricz Zsigmond regénye: A galamb papné
- Molnár Ferenc színjátéka: A farkas (bemutató)

## Születések
- február 10. – Darvas József író, publicista, politikus, a „népi írók” mozgalmának tagja († 1973)
- február 20. – Pierre Boulle francia író († 1994)
- április 5. – Örkény István író, drámaíró, a világirodalmi rangú magyar groteszk próza megteremtője († 1979)
- május 9. – Ottlik Géza író, műfordító, a magyar intellektuális próza kiváló alkotója, az Iskola a határon szerzője († 1990)
- május 14. – Hegedüs Géza író, költő, színházi szakíró, irodalomtörténész, kritikus († 1999)
- augusztus 10. – Jorge Amado brazil író († 2001)
- augusztus 18. – Elsa Morante író, költő, műfordító, a második világháború utáni olasz irodalom egyik meghatározó alakja († 1985)
- szeptember 5. – Kálnoky László költő, műfordító († 1985)
- szeptember 22. – Martinkó András irodalomtörténész, nyelvész, szótárszerkesztő  († 1989)
- október 31. – Jean Améry osztrák író, kritikus, esszíró († 1978)

## Halálozások
- március 30. – Karl May, Magyarországon is (May Károly néven) népszerű német regényíró (* 1842)
- április 20. – Bram Stoker ír író, a Drakula szerzője (* 1847)
- május 14. – August Strindberg svéd regény- és drámaíró (* 1849)
- május 19. – Bolesław Prus lengyel író, publicista (* 1847)
- június 5. – Cholnoky Viktor író, műfordító (* 1868)
- június 9. – Ion Luca Caragiale román író, drámaíró, költő, publicista; a román irodalomtörténet a legnagyobb drámaíróként és az egyik legfontosabb íróként tartja számon (* 1852)